# Китай на чемпионате мира по водным видам спорта 2022
Китай участвовал в чемпионате мира по водным видам спорта 2022 года в Будапеште, Венгрия, с 18 июня по 3 июля.

## Медалисты
| Медаль  | Имя                                                                         | Спорт               | Событие                                | Дата    |
| ------- | --------------------------------------------------------------------------- | ------------------- | -------------------------------------- | ------- |
| Золото  | Ван Люйи Ван Цяньи                                                          | Синхронное плавание | дуэт, техническая программа            | 19 июня |
| Золото  | Чан Хао Фэн Юй Ван Циюэ Ван Люйи Ван Цяньи Сян Бинсюань Сяо Яньнин Чжан Яйи | Синхронное плавание | группа, техническая программа          | 21 июня |
| Золото  | Ян Цзюньсюань                                                               | Плавание            | 200 метров свободным стилем (женщины)  | 21 июня |
| Золото  | Ван Люйи Ван Цяньи                                                          | Синхронное плавание | дуэт, произвольная программа           | 23 июня |
| Золото  | Чан Хао Фэн Юй Ван Циюэ Ван Люйи Ван Цяньи Сян Бинсюань Сяо Яньнин Чжан Яйи | Синхронное плавание | группа, произвольная программа         | 21 июня |
| Золото  | Цао Юань Ван Цзунъюань                                                      | Прыжки в воду       | синхронный трамплин, 3 метра (мужчины) | 26 июня |
| Золото  | Чэнь Юйси                                                                   | Прыжки в воду       | вышка, 10 метров (женщины)             | 27 июня |
| Золото  | Ван Цзунъюань                                                               | Прыжки в воду       | трамплин, 3 метра (мужчины)            | 28 июня |
| Золото  | Лянь Цзюньцзе Ян Хао                                                        | Прыжки в воду       | синхронная вышка, 10 метров (мужчины)  | 28 июня |
| Золото  | Цюань Хунчан Бай Юминь                                                      | Прыжки в воду       | командные соревнования                 | 29 июня |
| Золото  | Ли Яцзе                                                                     | Прыжки в воду       | трамплин, 1 метр (женщины)             | 29 июня |
| Золото  | Чжу Цзыфэн Линь Шань                                                        | Прыжки в воду       | смешанный синхронный трамплин, 3 метра | 29 июня |
| Золото  | Цюань Хунчан Чэнь Юйси                                                      | Прыжки в воду       | синхронная вышка, 10 метров (женщины)  | 30 июня |
| Золото  | Ван Цзунъюань                                                               | Прыжки в воду       | трамплин, 1 метр (мужчины)             | 30 июня |
| Золото  | Жэнь Цянь Дуань Юй                                                          | Прыжки в воду       | смешанная синхронная вышка, 10 метров  | 1 июля  |
| Золото  | Чэнь Ивэнь                                                                  | Прыжки в воду       | трамплин, 3 метра (женщины)            | 2 июля  |
| Золото  | Чэнь Ивэнь Чанг Яни                                                         | Прыжки в воду       | синхронный трамплин, 3 метра (женщины) | 3 июля  |
| Золото  | Ян Цзянь                                                                    | Прыжки в воду       | вышка, 10 метров (мужчины)             | 3 июля  |
| Серебро | Цюань Хунчан                                                                | Прыжки в воду       | вышка, 10 метров (женщины)             | 27 июня |
| Серебро | Цао Юань                                                                    | Прыжки в воду       | трамплин, 3 метра (мужчины)            | 28 июня |
| Бронза  | Чжан Юфэй                                                                   | Плавание            | 100 метров баттерфляем (женщины)       | 19 июня |
| Бронза  | Ши Хаоюй Чжан Ияо                                                           | Синхронное плавание | смешанный дуэт, техническая программа  | 20 июня |
| Бронза  | Танг Мухан                                                                  | Плавание            | 200 метров свободным стилем (женщины)  | 21 июня |
| Бронза  | Чжан Юфэй                                                                   | Плавание            | 200 метров баттерфляем (женщины)       | 22 июня |
| Бронза  | Чжан Юфэй                                                                   | Плавание            | 50 метров баттерфляем (женщины)        | 22 июня |
| Бронза  | Ши Хаоюй Чжан Ияо                                                           | Синхронное плавание | смешанный дуэт, произвольная программа | 25 июня |
| Бронза  | Чанг Яни                                                                    | Прыжки в воду       | трамплин, 3 метра (женщины)            | 2 июля  |
| Бронза  | Ян Хао                                                                      | Прыжки в воду       | вышка, 10 метров (мужчины)             | 2 июля  |

## Синхронное плавание
Женщины
| Спортсмен                                                                    | Событие                        | Предварительный | Предварительный | Финал   | Финал   |
| Спортсмен                                                                    | Событие                        | Баллы           | Рейтинг         | Баллы   | Рейтинг |
| ---------------------------------------------------------------------------- | ------------------------------ | --------------- | --------------- | ------- | ------- |
| Ван Люйи Ван Цяньи                                                           | дуэт, техническая программа    | 92.6378         | 1Q              | 93.7536 | Золото  |
| Ван Люйи Ван Цяньи                                                           | дуэт, произвольная программа   | 94.5667         | 1Q              | 95.5667 | Золото  |
| Чан Хао Фэн Юй Ван Сиюэ Ван Люйи Ван Цяньи Сян Биньсюань Сяо Яньнин Чжан Яйи | группа, техническая программа  | 94.0039         | 1Q              | 94.7202 | Золото  |
| Чан Хао Фэн Юй Ван Сиюэ Ван Люйи Ван Цяньи Сян Биньсюань Сяо Яньнин Чжан Яйи | группа, произвольная программа | 95.8000         | 1Q              | 96.7000 | Золото  |

Смешанный
| Спортсмен         | Событие                                | Предварительный | Предварительный | Финал   | Финал   |
| Спортсмен         | Событие                                | Баллы           | Рейтинг         | Баллы   | Рейтинг |
| ----------------- | -------------------------------------- | --------------- | --------------- | ------- | ------- |
| Ши Хаоюй Чжан Ияо | смешанный дуэт, техническая программа  | 84.8232         | 3Q              | 86.4425 | Бронза  |
| Ши Хаоюй Чжан Ияо | смешанный дуэт, произвольная программа | 87.8333         | 3Q              | 88.4000 | Бронза  |

## Прыжки в воду
Мужчины
| Спортсмен              | Событие                      | Предварительный | Предварительный | Полуфиналы | Полуфиналы | Финал  | Финал   |
| Спортсмен              | Событие                      | Баллы           | Рейтинг         | Баллы      | Рейтинг    | Баллы  | Рейтинг |
| ---------------------- | ---------------------------- | --------------- | --------------- | ---------- | ---------- | ------ | ------- |
| Ван Цзунъюань          | вышка, 1 метр                | 380.95          | 2Q              | н/д        | н/д        | 493.30 | Золото  |
| Чжэн Цзююань           | вышка, 1 метр                | 375.75          | 3Q              | н/д        | н/д        | 365.55 | 8       |
| Цао Юань               | вышка, 3 метра               | 418.55          | 3Q              | 482.50     | 2Q         | 492.85 | 2       |
| Ван Цзунъюань          | вышка, 3 метра               | 492.00          | 1Q              | 547.95     | 1Q         | 561.95 | Золото  |
| Ян Цзянь               | вышка, 10 метров             | 495.65          | 1Q              | 503.85     | 2Q         | 515.55 | Золото  |
| Ян Хао                 | вышка, 10 метров             | 468.20          | 2Q              | 520.30     | 1Q         | 485.45 | Бронза  |
| Ван Цзунъюань Цао Юань | синхронный трамплин, 3 метра | 446.07          | 1Q              | н/д        | н/д        | 459.18 | Золото  |
| Лянь Цзюньцзе Ян Хао   | синхронная вышка, 10 метров  | 452.25          | 1Q              | н/д        | н/д        | 467.79 | Золото  |

Женщины
| Спортсмен              | Событие                      | Предварительный | Предварительный | Полуфиналы | Полуфиналы | Финал    | Финал    |
| Спортсмен              | Событие                      | Баллы           | Рейтинг         | Баллы      | Рейтинг    | Баллы    | Рейтинг  |
| ---------------------- | ---------------------------- | --------------- | --------------- | ---------- | ---------- | -------- | -------- |
| Ли Яцзе                | вышка, 1 метр                | 278.95          | 1Q              | н/д        | н/д        | 300.85   | Золото   |
| Линь Шань              | вышка, 1 метр                | Отозвано        | Отозвано        | Отозвано   | Отозвано   | Отозвано | Отозвано |
| Чанг Яни               | вышка, 3 метра               | 341.25          | 2Q              | 345.80     | 2Q         | 325.85   | Бронза   |
| Чэнь Ивэнь             | вышка, 3 метра               | 357.95          | 1Q              | 356.45     | 1Q         | 366.90   | Золото   |
| Чэнь Юйси              | вышка, 10 метров             | 413.95          | 1Q              | 427.00     | 1Q         | 417.25   | Золото   |
| Цюань Хунчан           | вышка, 10 метров             | 410.85          | 2Q              | 413.70     | 2Q         | 416.95   | 2        |
| Чэнь Ивэнь Чан Яни     | синхронный трамплин, 3 метра | 317.73          | 1Q              | н/д        | н/д        | 343.14   | Золото   |
| Цюань Хунчан Чэнь Юйси | синхронная вышка, 10 метров  | 352.08          | 1Q              | н/д        | н/д        | 368.40   | Золото   |

Смешанный
| Спортсмен                        | Событие                               | Финал  | Финал   |
| Спортсмен                        | Событие                               | Баллы  | Рейтинг |
| -------------------------------- | ------------------------------------- | ------ | ------- |
| Линь Шань Чжу Цзифэн             | Смешанная синхронная вышка, 3 метра   | 324.15 | Золото  |
| Жэнь Цянь Дуань Юй               | Смешанная синхронная вышка, 10 метров | 341.16 | Золото  |
| Чжан Цзяци Цюань Хунчан Бай Юмин | Командные соревнования                | 391.40 | Золото  |

## Плавание на открытой воде
Мужчины
| Спортсмен     | Событие         | Время      | Рейтинг  |
| ------------- | --------------- | ---------- | -------- |
| Мэн Руи       | 5 км (мужчины)  | 56:24.20   | 17       |
| Чжао Юбохан   | 5 км (мужчины)  | 56:26.50   | 19       |
| Тао Хаоян     | 10 км (мужчины) | 2:01:20.40 | 35       |
| Чжан Цзыян    | 10 км (мужчины) | 2:00:54.70 | 33       |
| Лу Минъи      | 25 км (мужчины) | Отозвано   | Отозвано |
| Чжан Цзиньхоу | 25 км (мужчины) | 5:14:04.70 | 18       |

Женщины
| Спортсмен  | Событие         | Время      | Рейтинг  |
| ---------- | --------------- | ---------- | -------- |
| Ма Сяомин  | 5 км (женщины)  | 1:00:59.00 | 22       |
| Тянь Муран | 5 км (женщины)  | Отозвано   | Отозвано |
| Сунь Цзякэ | 10 км (женщины) | 2:05:23.60 | 20       |
| Синь Синь  | 10 км (женщины) | 2:06:48.00 | 24       |
| Чэн Ханьюй | 25 км (женщины) | 5:49:25.90 | 11       |
| Ван Кэсинь | 25 км (женщины) | 5:49:59.20 | 12       |

Смешанный
| Спортсмен                                 | Событие | Время      | Рейтинг |
| ----------------------------------------- | ------- | ---------- | ------- |
| Чжан Цзыян Тан Хаоян Сунь Цзякэ Синь Синь | Команда | 1:06:21.80 | 8       |

## Водное поло

### Женский турнир
Резюме
- FT – After full time.
- P – Match decided by penalty-shootout.

| Команда                               | Событие        | Групповой этап | Групповой этап | Групповой этап | Групповой этап | Групповой этап | Четвертьфиналы | Полуфинал / Кл | Финал / БМ / Pl | Финал / БМ / Pl |
| Команда                               | Событие        | Противник Очки | Противник Очки | Противник Очки | Противник Очки | Рейтинг        | Противник Очки | Противник Очки | Противник Очки  | Рейтинг         |
| ------------------------------------- | -------------- | -------------- | -------------- | -------------- | -------------- | -------------- | -------------- | -------------- | --------------- | --------------- |
| Женская сборная Китая по водному поло | Женский турнир | Отозвано       | Отозвано       | Отозвано       | Отозвано       | Отозвано       | Отозвано       | Отозвано       | Отозвано        | Отозвано        |